# Участие украинцев в эфиопо-эритрейском конфликте
Участие украинцев в эфиопо-эритрейском конфликте (1998—2000) отмечено деятельностью военных советников ВСУ и наёмников как при ВС Эритреи, так и ВС Эфиопии.

## История
В мае 1998 года между Эритреей и Эфиопией вспыхнул вооружённых конфликт, вызванный территориальным спором. Боестолкновения начались после пограничного инцидента, за которым последовало вторжение ВС Эритреи на территорию эфиопских штатов Тыграй и Афар.
В отличие от эфиопов, сделавших ставку на российских военных, эритрейцы заручились военно-технической поддержкой Украины. Уже летом был организован воздушный мост Киев — Асмэра.
В том же году группа эритрейских пилотов прошла ускоренный курс переучивания на новую технику в украинских учебных центрах. Для обслуживания эритрейских ВВС в страну прибыли украинские и болгарские техники. Украинцы также выступили в роли пилотов-инструкторов. Одновременно они занимались перевозом вооружения и военной техникой, поставляемой в Эритрею третьими государствами. (см. Авиация эфиопо-эритрейского конфликта)
Согласно некоторой информации, украинские специалисты могли вступать в боестолкновения с гражданами бывших советских республик, воевавших на стороне эфиопов, в частности, с россиянами. Со слов Александра Мишина, соучредителя украинского Центра исследования Африки, фактически все лётчики враждующих сторон были с Украины и России, вступая в стычки друг с другом. Он даже назвал события 1998—2000 годов «первой российско-украинской войной». Журналист Вадим Андрюхин упоминал, что американская разведка тогда якобы перехватила радиопереговоры, которые вели между собой пилоты враждующих сторон. Все они говорили на русском языке и матерились. Как отмечали другие источники, это не первый подобный случай. Российские и украинские наёмные специалисты уже сталкивались как друг с другом, так и между собой в Анголе.
Стоит отметить, что и на стороне Эфиопии сражалось некоторое количество украинцев, как и россиян на стороне Эритреи. Так, например, украинские инженеры налаживали систему ПВО для защиты эфиопской столицы и приграничного города Мэкэле.
Ни одна из сторон, обвиняя противника в использовании наёмников из бывшего СССР, наличие таковых у себя не признала.

## Численность
По данным издания «Независимая газета», на март 2000 года только в Эритрее находилось порядка 300 украинцев. Газета «Собеседник» в мае 2001 года, уже после войны, сообщила об участии в конфликте на стороне Эритреи не более 20—30 пилотов и столько же «наземщиков».

## Инциденты
- 17 июля 1998 года один из украинских Ил-76МД (регистрационный номер UR-UCI), осуществлявших перевозки специмущества, потерпел катастрофу и упал близ Асмэры[1].